# Alcyonidium hydrocoalitum
Alcyonidium hydrocoalitum är en mossdjursart som beskrevs av Porter 2004. Alcyonidium hydrocoalitum ingår i släktet Alcyonidium och familjen Alcyonidiidae. Inga underarter finns listade i Catalogue of Life.